# 39 Herculis
39 Herculis är en gulvit dubbelstjärna i Herkules stjärnbild.
Stjärnan har visuell magnitud +5,92 och är synlig för blotta ögat vid god seeing. Den befinner sig på ett avstånd av ungefär 140 ljusår.